# Ares V

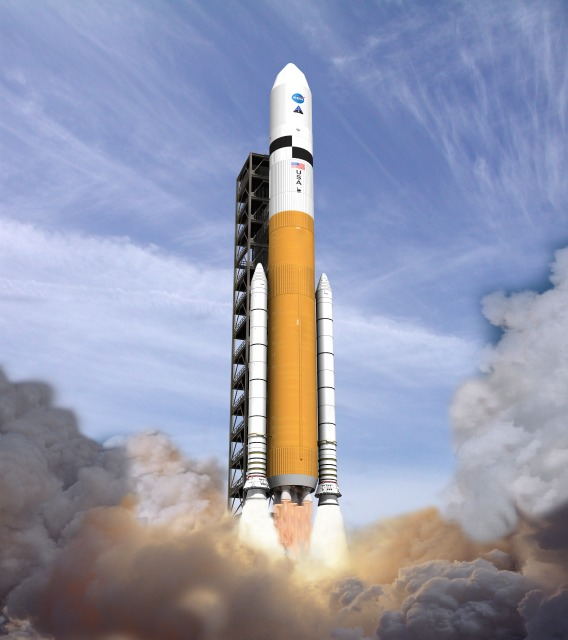
Concepção artística do lançamento de um Ares V

O Ares V (CaLV= Cargo  Launch  Vehicle) seria o foguete espacial de lançamento de carga do Programa Constellation. Ares V lançaria o Estágio de partida da Terra e o Módulo Lunar quando a NASA planejava retornar à lua, no final de 2019. O Ares V complementaria o Ares I, que estava sendo projetado como um veículo do lançamento do grupo. O foguete poderia carregar aproximadamente 130 toneladas métricas à órbita baixa da terra (LEO) e 65 toneladas métricas à Lua.

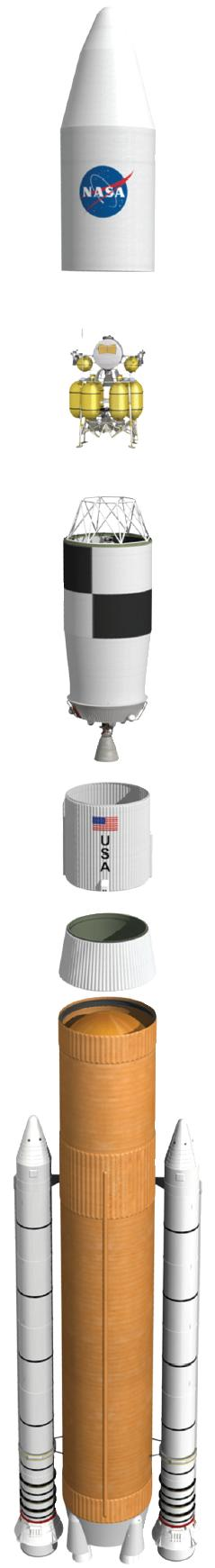
Composição

Contudo, em 1º de fevereiro de 2010, a administração Obama apresentou a proposta de  orçamento para o ano de 2011, no qual desiste do programa Constellation. Cancelando os fundos para este programa e defendendo a participação da iniciativa privada na criação de naves espaciais para o transporte de astronautas para a órbita terrestre baixa .

## O papel de ares V no Programa Constellation
Ares V seria o componente do lançamento de carga do Programa Constellation. Ao contrário dos ônibus espaciais, onde o grupo e a carga foram lançados simultaneamente no mesmo foguete, nas plantas para o esboço do Programa Constellation, existia dois foguetes diferentes para lançamento, o Ares I e o Ares V, para a tripulação e a carga, respectivamente. Ter dois veículos separados do lançamento permitiria projetos mais especializados para as finalidades que diferentes os foguetes cumpriria.
O foguete de Ares V seria o novo veículo de lançamento da NASA. Estava projetado para lançar o Estágio de partida da Terra e o Módulo Lunar.

## Derivativos

### Ares IV
O conceito do Ares IV combina um estágio superior do Ares I com uma primeira fase do Ares V.  Especificamente, o veículo seria usado na fase núcleo de combustível líquido do projeto Ares V, dois foguetes de combustível sólido de cinco segmentos, e do líquido fustigada estágio superior do Ares I, como descrito pela NASA em janeiro de 2007. O Ares IV seria um de 112 m de altura e pode ser usado para alcançar a Lua. A capacidade total de carga útil seria 41.000 kg a 390 km para injeção direta trans-lunar.

### Ares V Lite
Ares V Lite era um veículo alternativo de lançamento para o Programa Constellation da NASA sugerido pela Comissão Agoustine. Ares V Lite foi reduzida Ares V. Ele teria usado cinco RS-68 motores e dois foguetes sólidos com cinco segmentos e tiveram uma baixa carga órbita terrestre de aproximadamente 140 toneladas métricas . Se escolhido, Ares V Lite teria substituído os lançadores do Ares V e Ares I. Uma versão do Ares V Lite teria sido um levantador de carga como Ares V e a segunda versão teria levado astronautas na nave espacial Orion.